# Betly
Betly (ossia La capanna svizzera) (deutsch: „Betly (oder Die Schweizer Hütte)“) ist eine Opera buffa von Gaetano Donizetti. Die einaktige Urfassung wurde am 24. August 1836 in Neapel uraufgeführt, etwa ein Jahr später überarbeitete der Komponist das Werk zu einer zweiaktigen Version, die entweder in Neapel oder Palermo ihre Premiere erlebte.

## Inhalt

### Erster Akt
Betlys Berghütte
Der junge Bauer Daniele hat von Betly einen Brief bekommen, in dem sie ihm ihre Hand verspricht. Tatsächlich ist der Brief von einigen Spaßvögeln geschrieben worden, was alle außer Daniele wissen. Nun kommt er, selig vor Glück, zur Erheiterung der Dorfbewohner zu ihr gelaufen. Betly, die entschlossen ist, Daniele gegenüber an ihrer Unabhängigkeit festzuhalten, verleugnet natürlich den Brief, ist aber über seine Enttäuschung gerührt, mit der er den bereits vorbereiteten Heiratsvertrag wieder wegsteckt.
Da kommen einige Soldaten aus dem Krieg zurück und quartieren sich bei Betly ein, unter ihnen auch Betlys Bruder Max, der sich nicht gleich zu erkennen gibt. Daniele will als Soldat seine Enttäuschung vergessen, klagt Max sein Leid und bittet ihn ums Handgeld, um sich den Soldaten anzuschließen. Max stimmt zu und amüsiert sich darüber, wie sich seine Schwester über die ausgelassene Fröhlichkeit seiner Kameraden ärgert.

### Zweiter Akt
Bäuerliche Stube in Betlys Hütte
Betly bittet Daniele, sie vor Übergriffen der betrunkenen Soldaten zu beschützen, von denen sie sich bedroht fühlt. Als sie von seinem Verzweiflungsschritt erfährt, sich den Soldaten anschließen zu wollen, erwachen zärtliche Regungen in ihr. Max befiehlt seinen Leuten den Aufbruch nachdem ihm Betly erklärt hat, Daniele sei ihr Geliebter. Zwischen dem Sergeanten und seinem Rekruten Daniele kommt es fast zu einem Duell, bis Max die Andeutung macht, nur eine bereits vollzogene Heirat könne Daniele noch vom Kriegsdienst befreien. Betly zeigt ihm daraufhin den von ihr heimlich unterschriebenen Heiratsvertrag, und als sich Max als ihr Bruder zu erkennen gibt, kommt die Handlung zu einem glücklichen Ende.

## Instrumentation
2 Flöten (2. auch Piccolo), 2 Oboen, 2 Klarinetten, 2 Fagotte, 2 Hörner, 2 Trompeten, 2 Posaunen, Pauken, Streicher. Außerdem Basso continuo für Secco-Rezitative (nur für die 2. Fassung von 1837)

## Geschichte

### Erste Fassung 1836
Donizetti hat die kleine Spieloper – ähnlich wie seinen kurz zuvor entstandenen Il campanello – als sein eigener Librettist in wenigen Wochen aus dem erfolgreichen Libretto von Adolphe Adams Le Chalet geschaffen. Dieses stammte von Scribe und Mélesville und basierte auf Goethes mehrfach vertontem Singspiel Jery und Bätely.

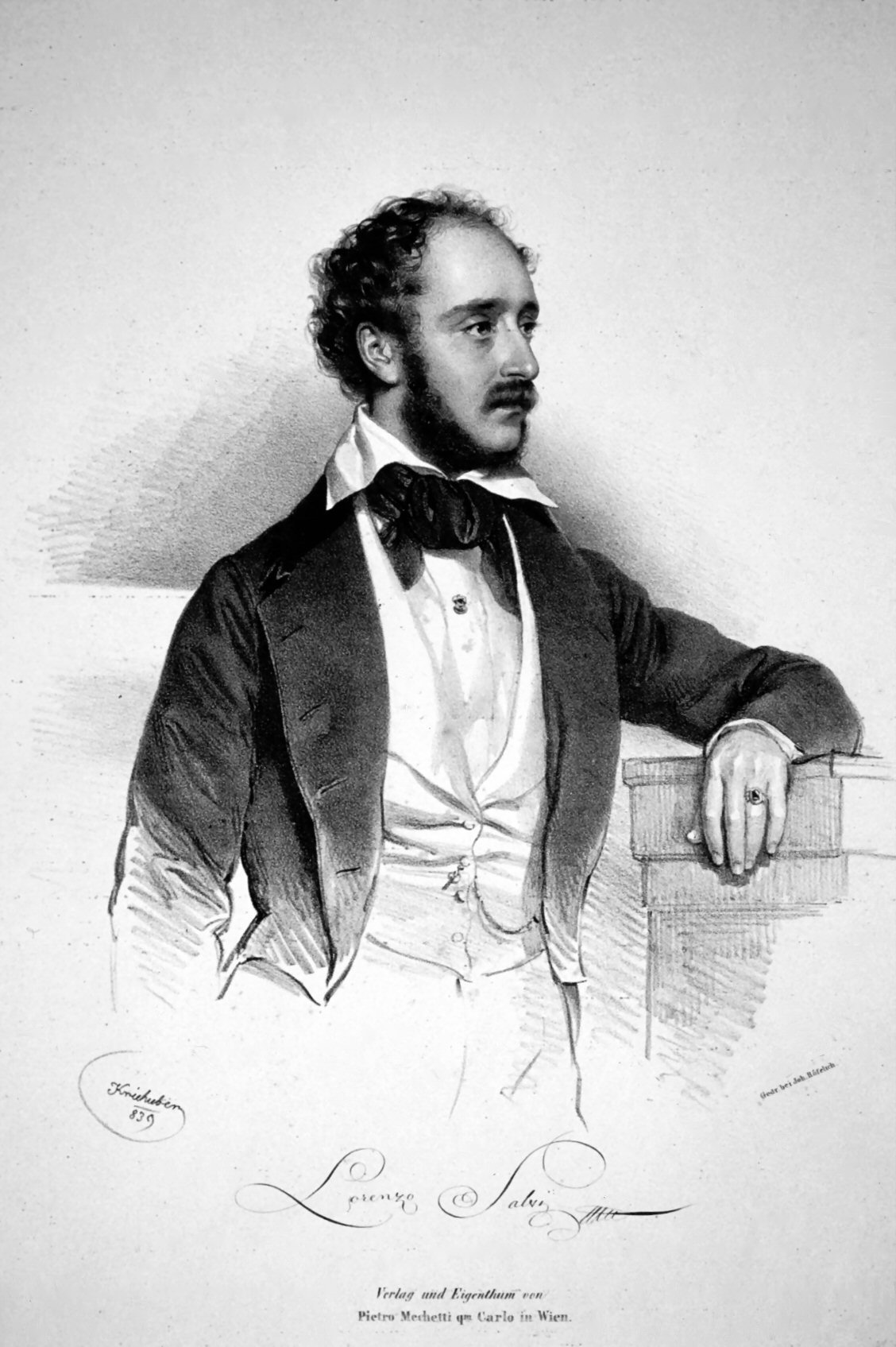
Der Tenor Lorenzo Salvi war der erste Daniele

Zunächst komponierte Donizetti eine einaktige Farsa mit gesprochenen Dialogen, wie sie für das populäre Teatro Nuovo in Neapel typisch war. Diese Urfassung gelangte am 24. August 1836  mit Lorenzo Salvi als Daniele, Giuseppe Fioravanti als Max und Adelaide Toldi-D’Anvers als Betly zur Uraufführung. Die Oper gefiel anfangs gar nicht besonders, aber nachdem Donizetti gleich für die zweite Aufführung eine neue Cavatine für den Bariton Fioravanti komponiert hatte, entwickelte sie sich zu einem großen Erfolg und „halb Neapel“ strömte ins Theater.

### Zweite Fassung 1837
Das bewog Donizetti ein Jahr später dazu, die Partitur zu einer zweiaktigen Fassung zu erweitern, mit einem neuen Finale für Akt I und einer neuen Introduzione sowie einem Terzett für Akt II und mit Secco-Rezitativen. Nach allgemeinem Glauben wurde diese zweite Version am 29. Oktober 1837 im Teatro Carolino in Palermo erstmals aufgeführt. Der Donizetti-Spezialist William Ashbrook wies jedoch 1982 auf der Grundlage von Briefen von Cottrau und Donizetti selber darauf hin, dass die Zweitfassung vermutlich bereits im September 1837 fertig war und wahrscheinlich am 29. September 1837 unter Leitung des Komponisten in Neapel zur Aufführung kam, diesmal am Teatro del Fondo (ähnlich wie auch die Zweitfassung von Il campanello).

### 20. und 21. Jahrhundert
Betly erlebte 1949 eine Wiederaufführung in Rom, mit Angelica Tuccari in der Titelrolle; davon existiert eine Aufnahme. Die Oper wird heute nur selten aufgeführt. Das bekannteste Einzelstück ist Betlys besonders entzückende Auftrittsarie oder Tyrolienne In questo semplice modesto asilo mit ihren Anklängen an Jodelgesang. Diese Arie wurde von Sopranistinnen wie Margherita Carosio (1959), Joan Sutherland (1986), Eva Mei (1997) oder Simone Kermes (2013) eingesungen.
Am 17. November 2015 führte die Berliner Operngruppe die zweiaktige Fassung von Betly im Konzerthaus am Gendarmenmarkt unter der Leitung von Felix Krieger erstmals in Deutschland auf. Die Titelrolle sang Laura Giordano.
Eine konzertante Aufführung mit dem „Barock“-Orchester Europa Galante unter Fabio Biondi gab es beim 17. Internationalen Chopin-Festival im Sommer 2021, mit Marie Lys als Betly, sowie Francesco Marsiglia (Daniele) und Vittorio Prato (Max).

## Aufnahmen
- Gaetano Donizetti: Betly (Fassung mit Secco-Rezitativen !), mit Angelica Tuccari (Betly), Giuseppe Gentile (Daniele), Nestore Catalani (Max), Società del Quartetto di Milano, Dir.: Giuseppe Morelli (1949)
- Gaetano Donizetti: Betly (+ Le convenienze teatrali) (einaktige Fassungen mit Dialogen !), mit Maurizio Comencini (Daniele), Susanna Rigacci (Betly), Roberto Scaltriti (Max), Coro del Teatro Rossini di Lugo, Orchestra Sinfonica dell’Emilia-Romagna, Dir.: Bruno Rigacci (Bongiovanni, 1990; wiederveröffentlicht 2013; CD)
- Gaetano Donizetti: Betly, mit Patrizia Pace (Betly), William Matteuzzi (Daniele), Marco Chingari (Max), Coro del Teatro Donizetti di Bergamo, Orchestra della Regione Lombardia »I Pomeriggi Musicali« di Milano, Dir.: Fabrizio Maria Carminati (House of Opera; 1993; LIVE-Mitschnitt auf DVD)

## Kritische Edition
- Gaetano Donizetti: Betly (aus der Reihe: Edizione Nazionale delle Opere di Gaetano Donizetti), Edizione critica von Ellen und Julia Lockhart, Casa Ricordi/Universal Publishing, Mailand, 2010